# 北京市宝云岭墓园
北京市宝云岭墓园，位于北京市密云县穆家峪镇大石岭村，是北京市属陵园之一。

## 简介
北京市宝云岭墓园位于北京市密云县城以东5公里处，紧邻密云水库。墓园三面环山，坐北朝南。墓区种植花草。
该墓园是北京各家陵园中较早建有骨灰林者。2001年4月2日，《生活时报》记者走访了北京的10家墓园，其中仅北京市宝云岭墓园和北京市八达岭人民公墓建有骨灰林，其他各陵园均尚未开展“树葬”。
该墓园对园区环境进行了整治。2012年，扫墓民众对该墓园近年来的环境变化给予肯定。